# Eduardo Ortega y Gasset
Eduardo Ortega y Gasset (Madrid, 1882 – Caracas, Venezuela, 1965) est un avocat, journaliste et homme politique espagnol.
Issu d’une famille madrilène d’intellectuels (le philosophe José Ortega y Gasset était son frère cadet), professant des idées anticléricales et antimonarchistes, et appartenant (à partir de 1922) à la franc-maçonnerie, Eduardo Ortega y Gasset s’engagea en politique et fut élu, sous l’étiquette du Parti libéral, député aux Cortes à sept reprises entre 1910 et 1923. Comme correspondant de guerre, il se rendit au Maroc au lendemain de la retentissante débâcle militaire espagnole d’Anoual (juillet-août 1921) pour y couvrir la subséquente reconquête par le général Sanjurjo de septembre-octobre de la même année, et consigna ensuite les témoignages qu’il avait recueillis et ses réflexions personnelles dans un ouvrage de 1922.
À l’avènement de la dictature de Primo de Rivera en 1923, il choisit de s’exiler en France, mais resta actif politiquement, collaborant à plusieurs revues, aux côtés d’Unamuno et de Blasco Ibáñez. Dans les derniers mois de la monarchie alphonsine, il s’impliqua dans une conspiration visant à déclencher une insurrection pour renverser la monarchie, projet qui avorta et valut à Eduardo Ortega d’être écroué.
Résigné, comme ses compagnons, à agir désormais dans le champ électoral, il participa, sous la bannière de la Conjonction républicano-socialiste, aux élections municipales d’avril 1931, à l’origine de la proclamation de la République, et fut élu également à l’assemblée constituante qui s’ensuivit (juin-novembre 1931). Après la victoire du Front populaire, il fut nommé en décembre 1936, en pleine guerre civile, procureur général de l’État, mais démissionna en novembre 1937, après que son ministre de tutelle l’eut missionné d’engager des procédures judiciaires contre les membres du tribunal révolutionnaire de Barcelone, c’est-à-dire contre ses camarades d’idées, dont il eut à subir les vives pressions, sinon les menaces. Il vécut le restant de son existence en exil, à Paris, à Cuba, et enfin au Venezuela.

## Biographie

### Origines familiales
Né à Madrid en 1882, Eduardo Ortega y Gasset était le fils de José Ortega Munilla, écrivain et journaliste, et le petit-fils d’Eduardo Gasset y Artime, journaliste, fondateur en 1867 du journal El Imparcial. Le philosophe José Ortega y Gasset était son frère cadet,.
En 1917, Eduardo Ortega y Gasset fut nommé Délégué régional à l’enseignement primaire et Directeur général des prisons.

### Carrière politique et journalistique sous la Restauration
Lors des élections générales de 1910, Eduardo Ortega y Gasset qui, dans sa carrière politique, pouvait à tout moment compter sur le soutien de son oncle Rafael Gasset (avocat, journaliste et homme politique), fut élu, sous la bannière du Parti libéral, député aux Cortes pour la circonscription électorale de Coín (province de Malaga),. Il fut reconduit à son siège aux scrutins de 1914, de 1916, de 1918, de 1919, de 1920 et de 1923.
Il adhéra à la franc-maçonnerie en 1922, par le biais d’une loge à Guadalajara.
Au lendemain de la cuisante défaite de juillet/août 1921 infligée aux troupes espagnoles au Maroc par les milices rifaines sous la conduite d’Abdelkrim, Eduardo Ortega y Gasset se hâta de rejoindre Melilla au titre de chroniqueur de guerre pour le compte du quotidien La Libertad de Madrid. Il y fit la rencontre de Bernabé Nieto, jeune soldat madrilène servant dans l’artillerie de montagne, qui avait survécu à la débandade espagnole et dont Eduardo Ortega recueillit le témoignage. Celui-ci allait constituer la première partie de l’ouvrage publié par Ortega l’année suivante et intitulé Annual: Relato de un soldado e impresiones de un cronista (littér. Anoual : récit d’un soldat et impressions d’un chroniqueur), dont la seconde partie relate les opérations militaires de septembre et octobre 1921 ayant permis la renconquête du territoire perdu quelques semaines auparavant. Dans le même livre, et aussi dans ses interventions comme député devant les Cortes, il fit part de ses réflexions sur les causes et circonstances de la débâcle d’Anoual, soulignant en particulier le facteur psychologique collectif (« la vieille nation [était] déjà désabusée quant aux lauriers et s’était lassée des aventures »,), l’échec des réformes militaires (« Les corps [d’armée] étaient restés tels qu’ils étaient, et continuent ainsi, presque sans force », la réforme se « réduisant à des progressions sur le tableau d’avancement et à des augmentations de solde »,), la situation lamentable et le manque d’efficacité de l’armée espagnole (qui ne seraient, selon Eduardo Ortega, qu’« un reflet » d’un mal plus large, à savoir : le relâchement qui prévalait partout, en particulier dans l’enseignement, où aurait eu lieu « un Anoual de l’Instruction publique »,), et dénonçant la thèse inepte d’après laquelle l’offensive rifaine de juin-juillet 1921 aurait répondu à un plan préétabli d’Abdelkrim (« elles n’étaient point nombreuses les forces qui attaquèrent Anoual […], ce ne sont pas les forces de Beni Ouriaghel qui ont forcé la retraite et qui ont produit le Désastre, mais la fuite désordonnée [des troupes espagnoles] »,) — Abdelkrim que, du reste, le journaliste décrit comme un « homme de culture positive […], intelligent et agréable »,). Eduardo Ortega assista à la contre-offensive espagnole de septembre 1921, où, écrit-il, « nous eûmes la satisfaction de voir notre armée agir comme une milice moderne, pourvue des moyens d’attaque et épaulée par la science militaire […]. Le succès a été obtenu, comme il ne pouvait en être autrement lorsqu’une nation moderne se heurte à des tribus barbares et désorganisées, aussi aguerries soient-elles »,.

### Sous la dictature de Primo de Rivera
Pendant la dictature de Primo de Rivera, Eduardo Ortega fut écroué pour avoir assisté aux adieux de Rodrigo Soriano après que celui-ci eut fait l’objet d’une mesure de bannissement intérieur (sur l’île de Fuerteventura). Bien qu’ayant bénéficié d’un non-lieu, Ortega s’en alla ensuite volontairement en exil à Hendaye, en France,,, où il dirigea à partir de décembre 1928, aux côtés de Miguel de Unamuno, avec qui il était en relation étroite, la publication clandestine Hojas Libres (littér. Feuilles libres), opposée à la dictature primorivériste et à la monarchie alphonsine. Il collabora, toujours avec Unamuno et aussi avec l’écrivain Blasco Ibáñez, à la revue España con Honra, et fut l’un des fondateurs en 1929 du Parti républicain radical-socialiste (PRRS).

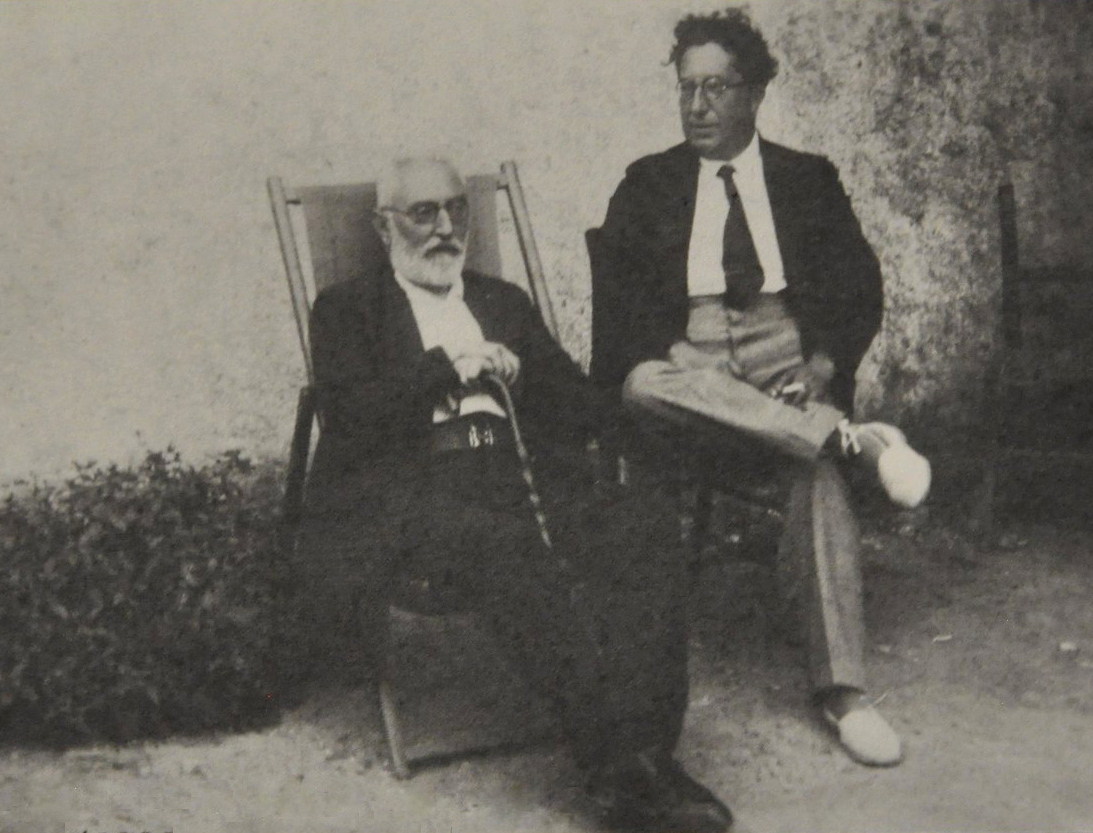
Eduardo Ortega y Gasset assis aux côtés de Miguel de Unamuno.

En août 1930, Eduardo Ortega fut signataire, à titre personnel, du pacte de Saint-Sébastien, qui visait à fédérer tous les courants républicains, avec l’objectif de mettre fin à la monarchie en Espagne,. Au lendemain de la chute de Primo de Rivera, une mesure d’amnistie fut promulguée qui permit à Eduardo Ortega de retourner en Espagne. Cependant, à la suite du soulèvement (avorté, car prématuré) de Jaca (le 12 décembre 1930), il fut incarcéré dans la prison modèle de Madrid. En effet, vers la fin de 1930, les républicains espagnols avaient nourri le projet de renverser la monarchie au moyen d’une insurrection, planifiée pour début décembre, et à l’organisation de laquelle participaient des francs-maçons, des républicains et des socialistes. Dans le cadre des préparatifs de ce coup de force, Eduardo Ortega y Gasset s’était déplacé vers la province de Guadalajara, afin d’établir le contact entre les forces de Saragosse et celles de Madrid, mais avait été appréhendé à Taracena, près de Guadalajara, en même temps que le journaliste Luis de Sirval. Après l’échec de cette tentative et les événements de Jaca, les républicains décidèrent d’opter pour la participation électorale.
En conséquence, Eduardo Ortega se présenta en tant que membre du PRRS, sous l’égide du Comité national révolutionnaire et sous la bannière de la coalition électorale Conjonction républicano-socialiste, aux élections municipales espagnoles d’avril 1931, où il fut élu conseiller municipal de Madrid pour l’arrondissement de Hospicio.

### Sous la Seconde République
Dès le 15 avril 1931, aussitôt après la proclamation de la République, Eduardo Ortega y Gasset fut nommé Gouverneur civil de la province de Madrid, mais remplacé à ce poste en juin 1931 par Emilio Palomo Aguado,.
Toujours sous la bannière de la Conjonction républicano-socialiste et en qualité de membre du Parti radical-socialiste, Eduardo Ortega y Gasset se présenta, en représentation de plusieurs provinces, dont Guadalajara, Grenade et Ciudad Real, aux élections générales de juin-novembre 1931 convoquées en vue de former une assemblée constituante (Cortes Constituyentes), et décida finalement d’y sièger en représentation de Ciudad Real.
En 1932, il fut expulsé du PRRS conjointement avec Juan Botella Asensi, principalement pour avoir à plusieurs reprises rompu la discipline de parti,. Il s’affilia au parti Gauche radicale-socialiste (Izquierda Radical Socialista) fondé par Botella Asensi en juin 1932, et allait rester membre de ce parti au long des années suivantes,. Eduardo Ortega était à l’époque Maître de la loge maçonnique Luis Simarro no 3 de Madrid.
Il se montra très critique envers la politique gouvernementale, plus particulièrement après les événements de Casas Viejas de janvier 1933. En décembre 1934, il fut l’un des organisateurs de l’équipe d’avocats chargée d’assurer la défense des personnes inculpées pour des actes commis lors de la grève insurrectionnelle d’octobre 1934 dans les Asturies. Le 7 avril 1936, au lendemain de la victoire du Front populaire, Eduardo Ortega fit l’objet d’un attentat perpétré au moyen d’une bombe dissimulée dans un panier d’œufs et envoyée à son domicile madrilène, mais en sortit indemne. Les auteurs présumés étaient deux terroristes qui avaient été expulsés d’une organisation anarchiste avant de s’affilier à la Phalange,, ; d’autres  commentateur toutefois attribuent l’attentat aux anarchistes.

### Guerre civile et exil
En octobre 1936, Eduardo Ortega y Gasset fut désigné doyen du Collège des avocats de Madrid. En décembre de la même année, avec l’arrivée au pouvoir du gouvernement Largo Caballero, le ministre de la Justice, l’anarchiste Joan García Oliver, nomma Ortega procureur général de l’État,,. Dans un premier temps, García Oliver avait envisagé de nommer à ce poste Eduardo Barriobero Herrán, mais les autres ministres républicains et socialistes du cabinet ministériel y firent obstacle en raison de son parcours politique controversé et du rôle discutable qu’il avait joué entre août et novembre 1936 dans le Tribunal révolutionnaire de Barcelone, où avaient régné les pratiques d’extorsion et de prévarication. En 1936, Eduardo Ortega appartenait au parti Extrema Izquierda Federal (en catalan Extrema Esquerra Federal, PEIF), la formation politique la plus proche des anarchosyndicalistes, et dont la plupart des militants étaient affiliés à la Confédération nationale du travail (CNT), parenté politique qui avait valu à Eduardo Ortega d’accéder à la fonction de Procureur général. En 1937, il prit également la tête de la Direction générale de la sûreté, exploitant cette position de pouvoir pour favoriser, affirmera Indalecio Prieto, la montée en puissance du Parti communiste, dont il était sympathisant.
Manuel de Irujo, du Parti nationaliste basque (PNV), devenu titulaire du portefeuille de la Justice en mai 1937, se proposait de mettre en œuvre une politique pénale tendant à contrecarrer la terreur dont la « zone loyaliste » était la proie depuis le 18 juillet 1936 et qui avait tant discrédité la République espagnole à l’intérieur aussi bien qu’à l’international. Dans ce dessein, de nombreuses procédures judiciaires furent engagées contre des membres appartenant à des organisations et partis du « bloc antifasciste » et soupçonnés d’actes criminels, dont en particulier la procédure lancée contre Aurelio Fernández, alors emprisonné, ainsi que contre les autres intervenants du Tribunal révolutionnaire de Barcelone. Eduardo Ortega, en exécution des consignes de son ministre de tutelle, était tenu d’agir contre certains anarchistes de l’entourage de García Oliver, dont beaucoup, camarades idéologiques, n’acceptèrent pas que le ministère public entame des procédures contre eux et eurent alors recours aux menaces personnelles à l’adresse d’Ortega, pour le forcer à cesser les poursuites. Devant la persistance du gouvernement à mener à leur terme les instructions judiciaires en cours, et face aux tensions avec les dirigeants de la CNT, et par crainte aussi d’un nouvel attentat contre sa vie — García Oliver l’aurait menacé par ces paroles : « Nous, nous n’avertissons qu’une seule fois »  —, Eduardo Ortega préféra démissionner de son poste en novembre 1937 et quitta le territoire républicain pour prendre se fixer à Paris, où il travailla à la Ligue des droits de l’homme,. La Guerre civile terminée, il partit en exil à Cuba et au Venezuela,, où il vécut jusqu’à la fin de sa vie.

## Publications
- (es) Annual: Relato de un soldado e impresiones de un cronista, Madrid, Rivadeneyra, 1922, 258 p. Rééd. sous le titre Annual, La Corogne, Ediciones del Viento, coll. « Viento Simún », 2008, 200 p. (ISBN 978-8496964310).